# Diastrophella
Diastrophella es un género de coleópteros adéfagos de la familia Carabidae.

## Especies
Contiene las siguientes especies:
- Diastrophella pauliani Rivalier, 1957
- Diastrophella richardi Rivalier, 1957